# TIFF
标签图像文件格式（Tagged Image File Format，简写为TIFF）是一种灵活的位图格式，主要用来存储包括照片和艺术图在内的图像。它最初由Aldus公司与微软公司一起为PostScript打印开发。TIFF与JPEG和PNG一起成为流行的高位彩色图像格式。TIFF格式在业界得到了广泛的支持，如Adobe公司的Photoshop、The GIMP Team的GIMP、Ulead PhotoImpact和Paint Shop Pro等图像处理应用、QuarkXPress和Adobe InDesign这样的桌面印刷和页面排版应用，扫描、传真、文字处理、光学字符识别和其它一些应用等都支持这种格式。如今Adobe公司从Aldus获得了印刷应用程序-PageMaker之后控制著TIFF的规范。
术语“Tagged Image File Format”或者“Tag Image File Format”在一些早期的TIFF规范中是作为副标题存在的。目前的TIFF规范TIFF 6.0不再使用这些术语，现在的名字仅仅叫做“TIFF”。
TIFF最初的设计目的是为了1980年代中期桌面扫描仪厂商达成一个公用的扫描图像文件格式，而不是每个厂商使用自己专有的格式。在刚开始的时候，TIFF只是一个二值图像格式，因为当时的桌面扫描仪只能处理这种格式。随着扫描仪的功能愈来愈强大，并且桌面计算机的磁盘空间越来越大，TIFF逐渐支持灰阶图像和彩色图像。

## 灵活的选项
TIFF是一个灵活适应性强的文件格式。通过在文件標头中使用“标签”，它能够在一个文件中处理多幅图像和数据。标签能够标明图像的如图像大小这样的基本几何尺寸，或者定义图像数据是如何排列的，或者是否使用了各种各样的图像压缩选项。例如，TIFF可以包含JPEG和行程长度编码压缩的图像。TIFF文件也可以包含基于矢量的裁剪区域（剪切或者构成主体图像的轮廓）。使用无损格式存储图像的能力使TIFF文件成为图像存档的有效方法。与JPEG不同，TIFF文件可以编辑然后重新存储而不会有压缩损失。其它的一些TIFF文件选项包括多层或者多页。
尽管现今它是一种獲广泛接受的标准格式，当TIFF最初出现的时候，它的可扩展性带来了很多兼容问题。程序员可以随意定义新的标签和选项，但是并不是所有的实现程序都能支持这些所有这些创造出的标签。结果就是，它的一个最小特性集成为了“这个”TIFF，即使是在今天大量的TIFF文件和读取它们的代码都是基于简单的32位非压缩图像。
TIFF有一个使用LZW压缩的选项，这是一种减小文件大小的无损技术，但是这项技术在不同的司法权限内为几个专利所涵盖。到了2005年，除了一个之外这些专利都已经到期，其中包括Unisys所拥有的广为人知又有很多争议的专利。另外一个著名的专利是IBM拥有的在2006年8月11日到期的专利，IBM也没有要执行它的意思（who has shown no interest to date in enforcing it）。
每个TIFF文件都是从指示字节序的两个字节开始的。“II”表示小端序、“MM”表示大端序。后面的两个字节表示数字42。数字42是“为了它深远的哲学意味”而选择的。42的读法取决于头两个字节所表示的字节顺序。整个文件根据所指出的字节顺序进行读取。
字节顺序在Apple Macintosh和微软视窗程序之间可能产生兼容性的问题，它们通常为TIFF文件使用不同的字节顺序。一些程序提供了保存为Mac或者是Windows字节顺序的选项以使文件能在交叉平台使用。

## 文档图像中的TIFF
TIFF格式是文档图像和文档管理系统中的标准格式。在这种环境中它通常使用支持黑白（也称为二值或者单色）图像的CCITT Group IV 2D压缩。在大量生产的环境中，文档通常扫描成黑白图像（而不是彩色或者灰阶图像）以节约存储空间。A4大小200dpi（每英寸点数分辨率）扫描结果平均大小是30KB，而300dpi的扫描结果是50KB。300dpi比200dpi更加常用。
由于TIFF格式支持多页，多页文件能够存在一个TIFF文件中而不是让每个扫描页存在一系列的文件中。